# Barry Keoghan
Barry Keoghan (pronunciado  /ˈkjoʊɡən/; n. Dublín, 18 de octubre de 1992) es un actor irlandés.  
Ha recibido varios reconocimientos, incluido un premio BAFTA, y ha sido nominado a un premio Óscar y dos premios Globo de Oro. Keoghan comenzó a actuar en 2011 y obtuvo reconocimiento en 2017 por sus papeles en Dunkerque (2017) y The Killing of a Sacred Deer (2017). Obtuvo elogios por sus actuaciones en la película policial irlandesa Calm with Horses (2019) y en la película de fantasía The Green Knight (2021). Se expandió a películas de gran presupuesto con su papel de Druig en la película Eternals (2021). En 2022 apareció en The Batman como el Joker y en The Banshees of Inisherin, por la que ganó el Premio BAFTA al Mejor Actor de Reparto y recibió nominaciones al Globo de Oro y al Premio de la Academia al Mejor Actor de Reparto. Luego, Keoghan protagonizó el drama psicológico Saltburn (2023), por el que obtuvo una nominación al Globo de Oro al Mejor Actor. 
También es conocido por sus papeles televisivos en la miniserie de HBO Chernobyl (2019), así como en la tercera y última temporada del reinicio de Netflix de Top Boy (2023). Keoghan es embajador de Dior y Barretstown.

## Biografía
Keoghan creció en Summerhill, al Norte de Dublín. Junto a su hermano, pasó siete años en acogimiento familiar, en 13 casas adoptivas diferentes. Su madre murió a causa de una sobredosis de heroína cuando tenía 12 años, y desde entonces fue criado por su abuela y su tía materna.

## Trayectoria profesional
Keoghan comenzó su carrera de actor en 2011. Respondió a un anuncio para audicionar en Between the Canals después de ver un aviso en un escaparate local, y terminó personificando a Aido en un pequeño rol en la película, estrenada en 2011. Posteriormente estudió actuación en The Factory, una escuela local de teatro en Dublín. Ese mismo año, a la edad de 18 años, participó en la serie dramática irlandesa Fair City.
En 2013, Keoghan apareció como el "infame asesino de gatos" Wayne en el drama televisivo Love/Hate. Actuó luego en las películas '71 en 2014 y Mammal y Trespass Against Us en 2016.
Keoghan apareció en dos películas en 2017: personificó a George Mills en Dunkerque y tuvo el rol protagónico de Martin Lang en El Sacrificio de un Ciervo Sagrado, junto a Colin Farrell y Nicole Kidman. Ganó el Irish Film and Television Award como Mejor Actor de Reparto por su trabajo en El Sacrificio de un Ciervo Sagrado.   El año siguiente, apareció en el drama irlandés Black '47 como Hobson, un soldado inglés estacionado en Irlanda durante la Gran Hambruna. También protagonizó American Animals el mismo año, retratando a Spencer Reinhart en la película. En 2018, The Hollywood Reporter describió a Keoghan como "la próxima gran cosa" por su trabajo cinematográfico en los previos tres años, y en 2019 fue nominado para el Premio BAFTA a la Estrella Emergente.
Apareció en la miniserie Chernobyl del 2019. Keoghan interpretó a Druig en la película Eternals del Universo cinematográfico de Marvel en noviembre de 2021. También apareció en The Green Knight.
Keoghan apareció en la película de Matt Reeves, The Batman (2022), acreditada como "El prisionero invisible de Arkham". Reeves confirmó más tarde que Keoghan era el Joker. El 24 de marzo de 2022, tres semanas después del estreno de la película, Warner Bros. lanzó una escena eliminada con el Joker de Keoghan y Batman de Robert Pattinson.  Keoghan recibió una nominación al Premio de la Academia al Mejor Actor de Reparto y ganó el Premio BAFTA al Mejor Actor de Reparto por su actuación en la película de 2022 The Banshees of Inisherin, escrita y dirigida por Martin McDonagh.
En 2023, Keoghan apareció en el thriller psicológico Saltburn de Emerald Fennell como Oliver Quick, el personaje principal, junto a Jacob Elordi, Rosamund Pike, Alison Oliver, Richard E. Grant y Carey Mulligan. Keoghan recibió elogios de la crítica por su actuación y fue nominado al Globo de Oro al Mejor Actor.
En 2024, participa en Los amos del aire, dirigida por Steven Spielberg y Tom Hanks " El que saluda".. En ese mismo año, protagoniza el videoclip de “Please Please Please” de Sabrina Carpenter, cantante y expareja de Barry.

## Vida personal
Keoghan es un boxeador amateur. Se agendó su debut en septiembre de 2017 en la Celtic Box Cup, pero fue forzado a retirarse debido a una lesión.
En 2020, a Keoghan le diagnosticaron TDAH.
Antes de comenzar el rodaje de The Banshees of Inisherin, sufrió un caso de fascitis necrotizante, también conocida como la infección carnívora. Este fue un problema de salud por el que los médicos meditaron la posibilidad de amputarle uno de sus brazos para acabar con la infección, ya que esta afección puede incluso causar la muerte. Finalmente, el actor irlandés consiguió superar este bache de salud y se recuperó satisfactoriamente sin necesidad de amputarle el brazo.
Barry conoció a Shona Guerin en 2017 cuando ella trabajaba como camarera en un pub en Kerry, manteniendo una relación con ella hasta el año 2020.
En septiembre de 2021, Keoghan comenzó a salir con Alyson Sandro, enfermera dental y terapeuta de ortodoncia. Unos meses más tarde, en el Día de la Madre de Irlanda, el 27 de marzo de 2022, anunció que la pareja estaba esperando un hijo juntos, llamado Brando. El nacimiento de su hijo se anunció el 8 de agosto de 2022. La familia se mudó a Broughty Ferry, Dundee.
En 2023, el actor confirmó su separación con Alyson Sandro. A finales de ese año, inicia una relación con la actriz y cantante estadounidense Sabrina Carpenter

## Filmografía

### Películas
| Cine | Cine                         | Cine                                      | Cine              | Cine |
| Año  | Título original              | Papel                                     | Ref.              |      |
| ---- | ---------------------------- | ----------------------------------------- | ----------------- | ---- |
| 2011 | Between the Canals           | Aido                                      |                   |      |
| 2012 | Stalker                      | Tommy                                     |                   |      |
| 2012 | King of the Travellers       | Martín                                    |                   |      |
| 2013 | Jack Taylor: Priest          | Hoodie 1                                  |                   |      |
| 2013 | Life's a Breeze              | Pizza Guy                                 |                   |      |
| 2013 | Stay                         | Sean Meehan                               |                   |      |
| 2014 | '71                          | Sean Bannon                               | [ 9 ]             |      |
| 2014 | Standby                      | Crusty                                    |                   |      |
| 2015 | Norfolk                      | Boy                                       | [ 34 ] [ 35 ]     |      |
| 2015 | Traders                      | Ken                                       |                   |      |
| 2016 | Mammal                       | Joe                                       | [ 36 ] [ 37 ]     |      |
| 2016 | Trespass Against Us          | Windows                                   | [ 38 ] [ 39 ]     |      |
| 2017 | Light Thereafter             | Pavel                                     | [ 40 ]            |      |
| 2017 | The Killing of a Sacred Deer | Martin Lang                               | [ 36 ]            |      |
| 2017 | Dunkerque                    | George Mills                              | [ 36 ]            |      |
| 2018 | American Animals             | Spencer Reinhard                          | [ 41 ]            |      |
| 2018 | Black '47                    | Hobson                                    | [ 42 ]            |      |
| 2019 | Calm with Horses             | Dymphna                                   | [ 11 ]            |      |
| 2020 | The Green Knight             | Scavenger                                 | [ 43 ]            |      |
| 2021 | Eternals                     | Druig                                     |                   |      |
| 2022 | The Batman                   | El Joker Escena eliminada del corte final | [ n. 1 ] [ n. 2 ] |      |
| 2022 | The Banshees of Inisherin    | Dominic Kearney                           | [ 44 ]            |      |
| 2023 | Saltburn                     | Oliver Quick                              |                   |      |
| 2024 | Bird                         | Bug                                       |                   |      |
| 2024 | Bring Them Down              | Jack                                      | [ 45 ]            |      |

### Cortometrajes
| Cortometrajes | Cortometrajes   | Cortometrajes | Cortometrajes |
| Año           | Título original | Papel         | Ref.          |
| ------------- | --------------- | ------------- | ------------- |
| 2011          | Stand Up        | Bully         |               |
| 2013          | Wasted          | Ben           |               |
| 2014          | North           | Aaron         |               |
| 2015          | The Break       | Sean          |               |
| 2016          | Candy Floss     | Shane         | [ 46 ]        |

### Series
| Series | Series             | Series             | Series      |      |           |               |             |
| Año    | Título original    | Papel              | Notas       |      |           |               |             |
| ------ | ------------------ | ------------------ | ----------- | ---- | --------- | ------------- | ----------- |
| Año    | Título original    | Papel              | Notas       | 2011 | Fair City | Dave Donoghue | 3 episodios |
| 2013   | Love/Hate          | Wayne              | 6 episodios |      |           |               |             |
| 2016   | Rebellion          | Cormac McDevitt    | 4 episodios |      |           |               |             |
| 2019   | Chernobyl          | Pavel Gremov       | 2 episodios |      |           |               |             |
| 2023   | Top Boy            | Jonny              | 3 episodios |      |           |               |             |
| 2024   | Masters of the Air | Lt. Curtis Biddick | 3 episodios |      |           |               |             |

### Videos musicales
| Videos musicales | Videos musicales | Videos musicales | Videos musicales |                        |                   |
| Año              | Sencillo         | Artista          |                  |                        |                   |
| ---------------- | ---------------- | ---------------- | ---------------- | ---------------------- | ----------------- |
| Año              | Sencillo         | Artista          | 2024             | "Please Please Please" | Sabrina Carpenter |
| "Bug"            | Fontaines D.C.   |                  | 2024             |                        |                   |

## Premios y nominaciones
| Año  | Premio                                | Categoría                      | Obra                               | Resultado | Ref.   |
| ---- | ------------------------------------- | ------------------------------ | ---------------------------------- | --------- | ------ |
| 2016 | Irish Film and Television Awards      | Mejor Actor Protagónico - Cine | Mammal                             | Nominado  | [ 9 ]  |
| 2017 | Dublin Film Critics' Circle           | Artista del Año                | El Sacrificio de un Ciervo Sagrado | Ganador   | [ 49 ] |
| 2017 | Florida Film Critics Circle           | Mejor Actor de Reparto         | El Sacrificio de un Ciervo Sagrado | Nominado  |        |
| 2017 | Florida Film Critics Circle           | FCC Breakout Award             | El Sacrificio de un Ciervo Sagrado | Nominado  |        |
| 2017 | San Diego Film Critics Society        | Artista Emergente              | Artista Emergente                  | Nominado  |        |
| 2018 | British Independent Film Awards       | Mejor actor de reparto         | American Animals                   | Nominado  |        |
| 2018 | Central Ohio Film Critics Association | Mejor actor de reparto         | American Animals                   | Nominado  |        |
| 2018 | Chlotrudis Awards                     | Mejor actor de reparto         | American Animals                   | Ganador   |        |
| 2018 | Evening Standard British Film Awards  | Mejor actor de reparto         | American Animals                   | Nominado  |        |
| 2018 | Premios Independent Spirits           | Mejor actor de reparto         | American Animals                   | Nominado  | [ 50 ] |
| 2018 | Irish Film and Television Awards      | Mejor actor de reparto - Cine  | American Animals                   | Ganador   | [ 15 ] |
| 2019 | Premios BAFTA                         | Premio a la estrella emergente | Premio a la estrella emergente     | Nominado  | [ 16 ] |
| 2023 | Premios Óscar                         | Mejor actor de reparto         | The Banshees of Inisherin          | Nominado  | [ 51 ] |
| 2023 | Premios BAFTA                         | Mejor actor de reparto         | The Banshees of Inisherin          | Ganador   | [ 52 ] |
| 2023 | Premios Globo de Oro                  | Mejor actor de reparto         | The Banshees of Inisherin          | Nominado  | [ 53 ] |
| 2023 | Premios del Sindicato de Actores      | Mejor actor de reparto         | The Banshees of Inisherin          | Nominado  | [ 54 ] |
| 2023 | Premios del Sindicato de Actores      | Mejor reparto                  | The Banshees of Inisherin          | Nominado  | [ 54 ] |
| 2024 | Premios Globo de Oro                  | Mejor actor - Drama            | Saltburn                           | Nominado  | [ 55 ] |
| 2024 | Premios BAFTA                         | Mejor actor                    | Saltburn                           | Nominado  | [ 56 ] |